# Dasz Ghez Ghapan
Dasz Ghez Ghapan – wieś w Iranie, w ostanie Azerbejdżan Zachodni, w szahrestanie Takab. W 2006 roku liczyła 1365 mieszkańców.